# Gary Graham
Gary Rand Graham (Long Beach, 7 giugno 1950 – Spokane, 22 gennaio 2024) è stato un attore statunitense, noto per il ruolo del detective Matt Sikesda, protagonista del franchise di fantascienza Alien Nation, e per il personaggio dell'ambasciatore vulcaniano Soval, nella serie televisiva Star Trek: Enterprise.
Come musicista fece parte dei gruppi The Gary Graham Garage Band, The Gary Graham Band e The Sons of Kirk, l'ultimo dei quali un gruppo parodistico a tema Star Trek. Contribuì inoltre al sito Breitbart News.

## Biografia

### Inizi
Gary Graham iniziò la sua carriera attoriale interpretando ruoli minori in serie televisive e film per la televisione dalla metà degli anni settanta. Tra i suoi primi ruoli vi fu quello di Jake Cassidy, al fianco di Lindsay Wagner nella miniserie televisiva Una ragazza americana (Scruples), tratta dal romanzo Scrupoli (Scruples) di Judith Krantz, sceneggiata da James Lee e diretta da Alan J. Levi.
Il 18 dicembre 1984 comparve nell'undicesimo episodio della terza stagione della serie televisiva Mai dire sì (Remington Steele), Terribili segreti (Let's Steele a Plot ), interpretando il personaggio di Butch Beemis. Nel 1985 fu co-protagonista al fianco di Bruce Willis del secondo episodio della prima stagione della serie televisiva Moonlighting, Sicario contro sicario (Gunfight at the So-So Corral), nel quale interpretò la parte del sicario Michael Wrye.

### Alien Nation
Dal 1989 al 1997, interpretò il Detective Matt Sikesda (ruolo originariamente sostenuto da James Caan nel film originale del 1988) nel franchise di fantascienza Alien Nation, protagonista della serie televisiva Alien Nation (1989-1990) e dei film per la televisione tratti da questa: Alien Nation (1989); Alien Nation: Dark Horizon (1994); Alien Nation: Body and Soul (1995); Alien Nation: Millennium (1996); Alien Nation: The Enemy Within (1996); Alien Nation: The Udara Legacy (1997).

### Star Trek
Nel 1995 interpretò l'alieno ocampa Tanis nell'episodio della seconda stagione di Star Trek: Voyager, quarta serie televisiva live action del franchise di fantascienza Star Trek, Il potere della mente (Cold Fire). Tanis, designato dal suo popolo a servire Suspiria, giunto a bordo della nave stellare della Federazione USS Voyager NCC-74656, cerca di convincere Kes a unirsi a lui e lasciare l'astronave, così da poter espandere i propri poteri psichici.
Tornò nel franchise di Star Trek dal 2001 al 2005, interpretando l'ambasciatore vulcaniano Soval in Star Trek: Enterprise, quinta serie live action del franchise. Soval svolge il ruolo di intermediatore e di osservatore sulla Terra, per conto dell'Alto Comando del pianeta Vulcano, in seguito al primo contatto tra Vulcaniani e Umani, interferendo con il programma spaziale terrestre, su ordine dell'Alto Comando stesso. Con l'ascesa di T'Pau e la fine dell'Alto Comando, Soval si schiera con questa, venendo poi integrato con il ruolo di ambasciatore a pieno titolo sulla Terra. Gary Graham riprese poi il ruolo successivamente, nel cortometraggio del 2014 Prelude to Axanar, opera di fanfiction diretta da Christian Gossett.
Lavorò ancora in una produzione fanfiction di Star Trek nel 2007, prendendo parte al film distribuito direct-to-video Star Trek: Of Gods and Men, diretto da Tim Russ, nel ruolo di Ragnar, personaggio che poi riprese anche, tra il 2015 e il 2017, in due episodi nella serie televisiva fanfiction Star Trek: Renegades. Nel 2020 fu inoltre tra gli interpreti del film diretto da Steven L. Fawcette Unbelievable!!!!!, pellicola con un cast composto quasi esclusivamente da attori del franchise di Star Trek. Sempre per Tim Russ interpretò in seguito anche il cortometraggio Plugged (2007), il film per la televisione Divas of Novella (2008), il cortometraggio Mistaken Identity (2008) e la serie televisiva Renegades (2017).

### Ultimi anni
Nel 2007 ebbe la sua prima e unica esperienza dietro la macchina da presa, dirigendo il film, distribuito direct-to-video l'anno successivo, Interviews. Nel 2008 Gary Graham prese parte all'episodio pilota di una serie televisiva irrealizzata ispirata a Sin City e intitolata Dead End City. L'episodio, diretto da Jeff Varg, venne successivamente distribuito come film direct-to-video. Tra il 2008 e il 2012 comparve in 50 episodi del talk-show The Jace Hall Show, condotto da Jace Hall. Nel 2010 interpretò il Dr. David Macavoy nella serie di Prime Video Universal Dead, da cui, nel giugno dello stesso anno, venne annunciato la realizzazione di un film.
Gary Graham morì per un arresto cardiaco a Spokane, nello stato di Washington, il 22 gennaio 2024, all'età di 73 anni.

## Filmografia parziale

### Attore

#### Cinema
- Lost on Paradise Island, regia di George Leskay (1975)
- Hardcore, regia di Paul Schrader (1979)
- The Hollywood Knights, regia di Floyd Mutrux (1980)
- Il ribelle (All the Right Moves), regia di Michael Chapman (1983)
- Arrogance, regia di Philippe Blot (1987)
- Gli ultimi guerrieri (Coastwatcher), regia di Martin Wragge (1989)
- Robot Jox, regia di Stuart Gordon (1990)
- La gatta e la volpe (Man Trouble), regia di Bob Rafelson (1992)
- Necronomicon, regia di Christophe Gans e Shūsuke Kaneko (1993)
- Il volo della colomba (The Flight of the Dove), regia di Steve Railsback (1994)
- Steel, regia di Kennet Johnson (1997)
- To Die Quietly, regia di Jim Greco (1997)
- Una donna in fuga (Running Woman), regia di Rachel Samuels (1998)
- Dillinger in Paradise, regia di John Henry Richardson - cortometraggio (1999)
- Siren, regia di Pat Kerby (2006)
- InAlienable, regia di Robert Dyke (2007)
- Star Trek: Of Gods and Men, regia di Tim Russ direct-to-video (2007)
- Plugged, regia di Tim Russ - cortometraggio (2007)
- Dead End City, regia di Jeff Varga - direct-to-video (2008)
- Interviews, regia di Gary Graham - direct-to-video (2008)
- Mistaken Identity, regia di Tim Russ - cortometraggio (2008)
- Dreams Awake, regia di Jerry Alden Deal (2011)
- Dust of War, regia di Andrew Boodhoo Kightlinger (2013)
- Alongside Night, regia di J. Neil Schulman (2014)
- Prelude to Axanar, regia di Christian Gossett - cortometraggio (2014) - Soval
- The Extendables, regia di Brian Thompson (2014)
- Work Related, regia di Kelly Parks - cortometraggio direct-to-video (2015)
- Champion, regia di Judd Brannon (2017)
- Demon Protocol, regia di Kelly Parks (2018)
- Unbelievable!!!!!, regia di Steven L. Fawcette (2020)
- Jeepers Creepers: Reborn, regia di Timo Vuorensola (2022)
- The Assassin's Apprentice: Silbadores of the Canary Islands, regia di Russ Emanuel - cortometraggio (2023)
- Wisdom from the Apocalypse, regia di Ken May e Shane Ryan-Reid (2023)
- Planted, regia di CC Weske - cortometraggio (2023)

#### Televisione
- Racconti della frontiera (The Quest) - serie TV, episodio 1x13 (1976)
- La famiglia Bradford (Eight is Enough) – serie TV, episodio 2x01 (1977)
- Starsky & Hutch – serie TV, episodio 3x07 (1977)
- Pepper Anderson - Agente speciale (Police Woman), episodio 4x07 (1977)
- David Cassidy - Man Undercover – serie TV, episodio 1x04 (1978)
- The Incredible Journey of Doctor Meg Laurel, regia di Guy Green – film TV (1979)
- Il rapimento di Patty Hearst (The Ordeal of Patty Hearst), regia di Paul Wendkos – film TV (1979)
- L'incredibile Hulk (The Incredible Hulk) – serie TV, episodio 3x01 (1979)
- Una ragazza americana (Scruples), regia di Alan J. Levi – miniserie TV, episodi 1x01-1x02-1x03 (1980)
- California (Knots Landing) – serie TV, episodio 2x14 (1981)
- No Place to Hide, regia di John Llewellyn Moxey – film TV (1981)
- Fuoco sulla montagna (Fire on the Mountain), regia di Donald Wrye – film TV (1981)
- CHiPs – serie TV, episodio 5x11 (1981)
- Hazzard (The Dukes of Hazzard) – serie TV, episodio 4x21 (1981)
- Thou Shalt Not Kill, regia di I.C. Rapoport – film TV (1982)
- Violazione del codice morale (Money on the Side), regia di Robert L. Collins – film TV (1982)
- T.J. Hooker – serie TV, episodio 2x02 (1982)
- Mai dire sì (Remington Steele) – serie TV, episodio 3x11 (1984)
- The Atlanta Child Murders, regia di John Erman – miniserie TV, episodi 1x01-1x02 (1985)
- Moonlighting – serie TV, episodio 1x02 (1985)
- Crazy Like a Fox – serie TV, episodio 1x13 (1985)
- Hunter – serie TV, episodio 2x05 (1985)
- Hollywood Beat - serie TV, episodio 1x13 (1985)
- Quella sporca dozzina - Missione mortale (Dirty Dozen: The Deadly Mission), regia di Lee H. Katzin – film TV (1987)
- Alien Nation, regia di Kenneth Johnson – film TV (1989) - Matt Sikesda
- Alien Nation – serie TV, 22 episodi (1989-1990) - Matt Sikesda
- Per il bene dei bambini (In the Best Interest of the Children), regia di Michael Ray Rhodes – film TV (1992)
- L'isola maledetta (Danger Island), regia di Tommy Lee Wallace – film TV (1992)
- Trouble Shooters: Trapped Beneath the Earth, regia di Bradford May – film TV (1993)
- Il commissario Scali (The Commish) – serie TV, episodio 3x04 (1993)
- Grace Under Fire – serie TV, episodio 1x05 (1993)
- Alien Nation: Dark Horizon, regia di Kenneth Johnson – film TV (1994) - Matt Sikesda
- M.A.N.T.I.S. – serie TV, 9 episodi (1994-1995)
- Renegade – serie TV, episodio 3x18 (1995)
- Legacy of Sin: The William Coit Story, regia di Steven Schachter – film TV (1995)
- Alien Nation: Body and Soul, regia di Kennet Johnson – film TV (1995)  - Matt Sikesda
- Star Trek: Voyager – serie TV, episodio 2x10 (1995) - Tanis
- Alien Nation: Millennium, regia di Kennet Johnson – film TV (1996) - Matt Sikesda
- Sopravvissuti (Angel Flight Down), regia di Charles Wilkinson – film TV (1996)
- The Siege at Ruby Ridge, regia di Roger Young – film TV (1996)
- Pacific Blue – serie TV, episodio 2x09 (1996)
- Alien Nation: The Enemy Within, regia di Kennet Johnson – film TV (1996) - Matt Sikesda
- Sisters and Other Strangers, regia di Roger Young – film TV (1997)
- Alien Nation: The Udara Legacy, regia di Kennet Johnson – film TV (1997) - Matt Sikesda
- JAG - Avvocati in divisa (JAG) – serie TV, 6 episodi (1997-2002)
- Un detective in corsia (Diagnosis Murder) – serie TV, episodio 5x22 (1998)
- Terra promessa (Promised Land) – serie TV, episodio 2x20 (1998)
- Gli specialisti (Soldier of Fortune, Inc.) – serie TV, episodio 1x19 (1998)
- Ally McBeal – serie TV, episodio 2x13 (1999)
- Crusade – serie TV, episodio 1x04 (1999)
- Walker Texas Ranger (Walker, Texas Ranger) – serie TV, episodio 8x21 (2000)
- Manhattan, AZ – serie TV, episodio 1x09 (2000)
- Seven Days – serie TV, episodio 3x07 (2000)
- Nash Bridges – serie TV, episodio 6x13 (2001)
- Star Trek: Enterprise (Enterprise) – serie TV, 12 episodi (2001-2005) - Soval
- Sheena – serie TV, episodio 2x11 (2002)
- The Agency – serie TV, episodio 1x20 (2002)
- Dragnet – serie TV, episodio 1x03 (2003)
- Slavery and the Making of America – serie TV, episodio 1x01 (2005)
- Crossing Jordan – serie TV, episodio 4x18 (2005)
- Divas of Novella, regia di Tim Russ – film TV (2008)
- The Jace Hall Show – serie TV, 10 episodi (2008)
- The Crusader - serie TV, episodi sconosciuti (2009)
- Nip/Tuck - serie TV, episodio 6x10 (2009)
- La forza del perdono (Amish Grace), regia di Gregg Champion - film TV (2010)
- Universal Dead - serie TV, episodi 1x01-1x02-1x03 (2010)
- Work Related - serie TV, episodio 1x01 (2015)
- Under Surveillance, regia di Nancy Criss e Iva Franks Singer - film TV (2015)
- Star Trek: Renegades - serie TV, episodi 1x01-2x01 (2015-2017)
- Renegades - serie TV, episodi 1x01-1x02 (2017)

### Doppiatore
- Quantum Quest: A Cassini Space Odyssey, regia di Harry 'Doc' Kloor e Daniel St. Pierre (2010)

### Regista
- Interviews - direct-to-video (2008)

## Programmi televisivi (parziale)
- The Jace Hall Show - talk-show (2008-2012)

## Riconoscimenti
- Indie Short Fest
  - 2023 - Candidatura al premio della giuria al miglior cast per The Assassin's Apprentice: Silbadores of the Canary Islands (condiviso con Tarah Paige, Katherine Munroe, Armin Shimerman, Sean Kenney, Tracee Cocco, Ryan T. Husk, Rico E. Anderson, Bill Victor Arucan, Malissa Longo, Jennifer Durst, Ted Heim, John Harlan Brady, Drew Martyn, Danika Gould, Eric David Brown, Ed Mower e Sean Quirk)
- Indie X Film Festival
  - 2023 - Premio della giuria al miglior attore non protagonista per The Assassin's Apprentice: Silbadores of the Canary Islands
  - 2023 - Premio della giuria al miglior cast per The Assassin's Apprentice: Silbadores of the Canary Islands (condiviso con Tarah Paige, Katherine Munroe, Armin Shimerman, Sean Kenney, Tracee Cocco, Ryan T. Husk, Rico E. Anderson, Bill Victor Arucan, Malissa Longo, Jennifer Durst, Ted Heim, John Harlan Brady, Drew Martyn, Danika Gould, Eric David Brown, Ed Mower e Sean Quirk)

## Doppiatori italiani
Nelle versioni in italiano delle opere in cui ha recitato, Gary Graham è stato doppiato da:
- Natale Ciravolo in Ally McBeal
- Domenico Brioschi in Nip/Tuck
- Roberto Chevalier in Starsky e Hutch
- Sergio Di Giulio in Alien Nation (serie TV)
- Massimo Lodolo in JAG - Avvocati in divisa, Nash Bridges